# 阿斯科利-萨特里亚诺
阿斯科利-萨特里亚诺（義大利語：Ascoli Satriano），是意大利福贾省的一个市镇。总面积334.56平方公里，人口6323人，人口密度18.9人/平方公里（2009年）。ISTAT代码为071005。